# Кримська війна
Кри́мська війна́ (1853—1856, ) — війна між Російською Імперією і союзницькими військами Османської імперії, Великої Британії, Французької імперії та Сардинського королівства за панування на Близькому Сході та Балканах. Війна закінчилась поразкою Російської імперії та підписанням Паризького мирного договору.

Переважно бойові дії Східної війни відбувалися в Криму, але охопили також райони Подунав'я, гирла Дніпра, Одесу, Балтійське та Біле море, російсько-османський кордон на Кавказі.

## Передумови
З боку Російської імперії головною причиною війни стала суперечність між розвитком промислово-капіталістичних відносин у державі та російським кріпосницьким господарством, яке стримувало розвиток промисловості внаслідок слабкості внутрішнього ринку.
Із двох можливих шляхів розв'язання проблеми — скасування кріпацтва, або ж розвитку зовнішніх ринків — керівництво імперії обрало другий шлях. Розв'язавши війни 1826—1828 років, російський торговий капітал заволодів османськими та перським ринками і почав просуватися до Середньої Азії, Емірату Афганістан у напрямку Індії. Це викликало спротив Великої Британії та Франції.
Безпосереднім приводом для війни стало захоплення російськими військами Молдовського князівства та Волощини (Валахії) 1853 року з метою заволодіти торгівлею збіжжям дунайських країн.

## Початок війни
У лютому 1853 року російський імператор Микола І відрядив до Стамбула морського міністра князя Олександра Меншикова. Той зажадав від султана Абдул-Меджида згоди на протекторат Російської імперії над 12 млн православних жителів його імперії (посилаючись на Кючук-Кайнарджійський мирний договір, хоча той передбачав тільки право Петербурга на захист і заступництво) та право доступу православних до Святої Землі. Султан задовольнив лише одну вимогу, видавши фірман, яким офіційно гарантував непорушність прав православних на Святій Землі, скориставшись підтримкою Великої Британії, посол якої гарантував допомогу Сполученого Королівства в разі російської агресії, та Французької імперії, флот якої увійшов у протоку Дарданелли з метою захисту. 21 травня обурений Меншиков залишив Стамбул.
1 червня Петербург офіційно розірвав дипломатичні відносини з Османською імперією. За наказом Миколи І 82-тисячний російський корпус під командою генерала Михайла Горчакова 21 червня 1853 року форсував річку Прут і захопив Молдавське та Волоське князівства — васальні держави Османської імперії.
У відповідь на російське вторгнення представники Великої Британії, Французької імперії, Прусського королівства та Австрійської імперії зібралися у Відні й прийняли Віденську ноту, як гадали підписанти, компромісну для всіх сторін, яка передбачала звернення до султана з вимогою дотримуватися всіх попередніх угод щодо православного населення (право його захисту Російською імперією) та до Миколи І, який мав вивести війська з території Османської імперії. Султан 27 вересня (9 жовтня) зажадав повернення російських військ за Прут. Оскільки імператор відмовився, 4 (16) жовтня Османська імперія оголосила Російській імперії війну. 20 жовтня (1 листопада) Микола І підписав маніфест «Про війну з Оттоманською Портою».

## Військові дії

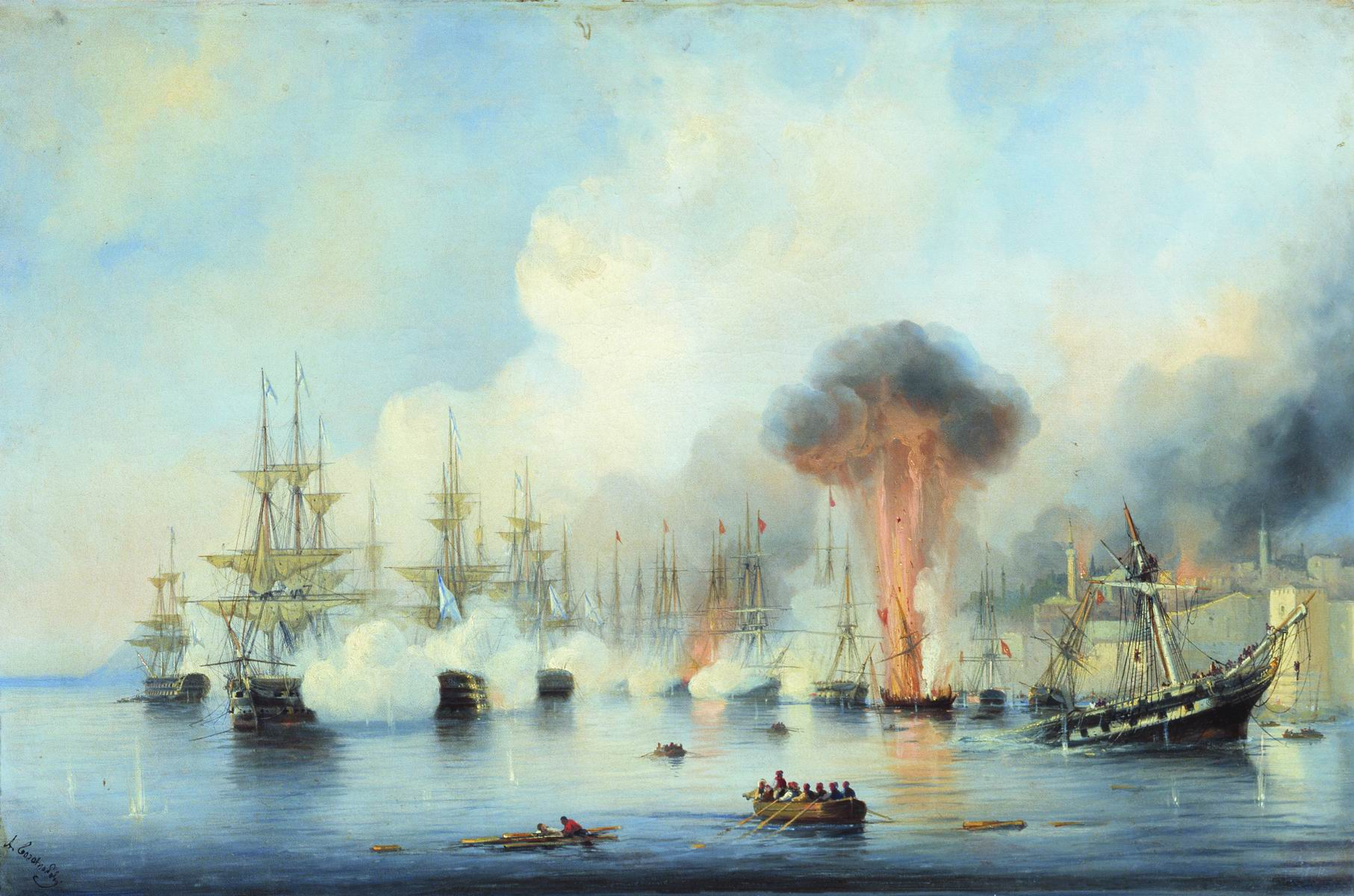
«Сінопська битва», картина Олексія Боголюбова

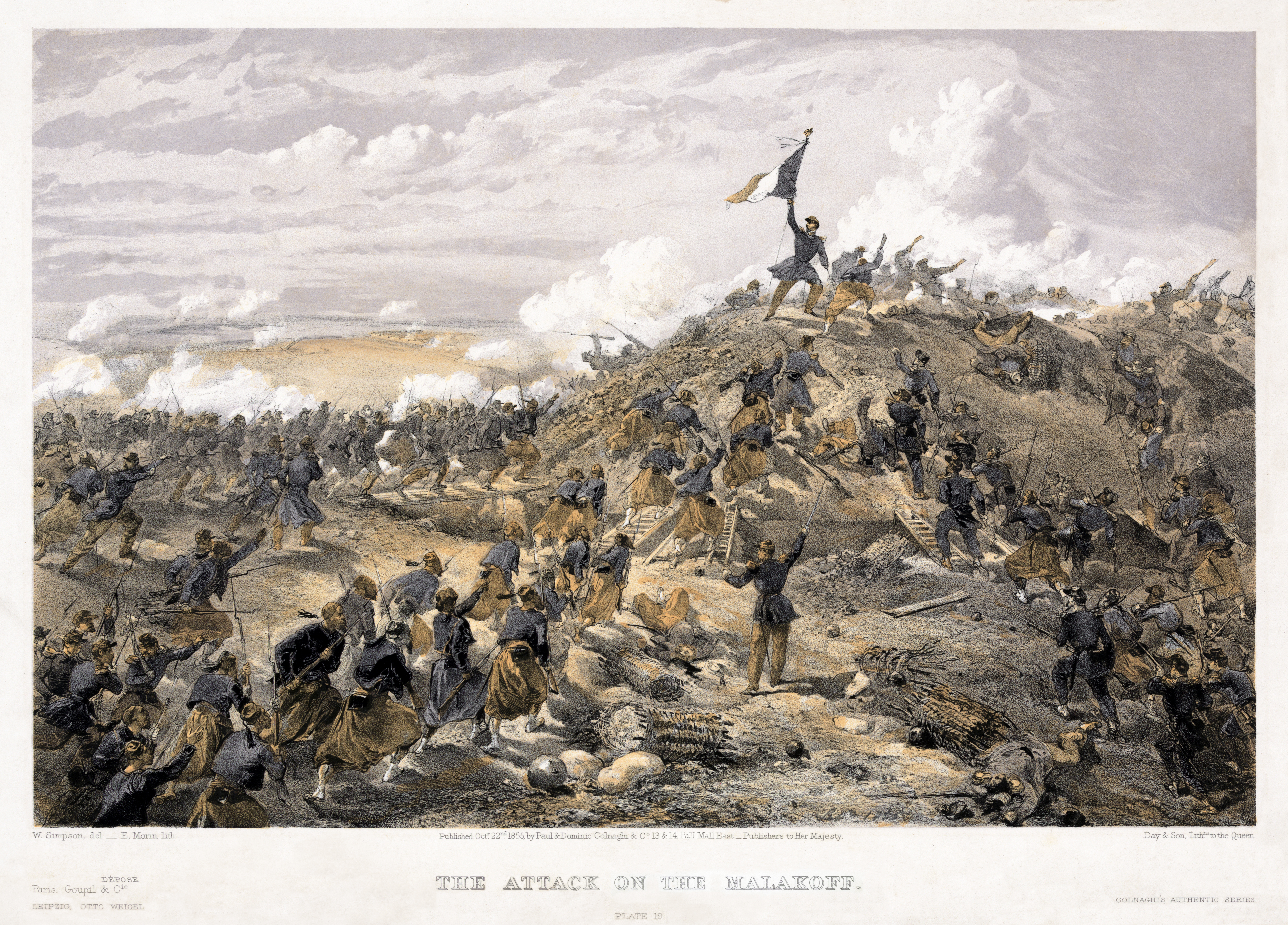
«Атака на Малахів курган», Вільям Сімпсон, 1855

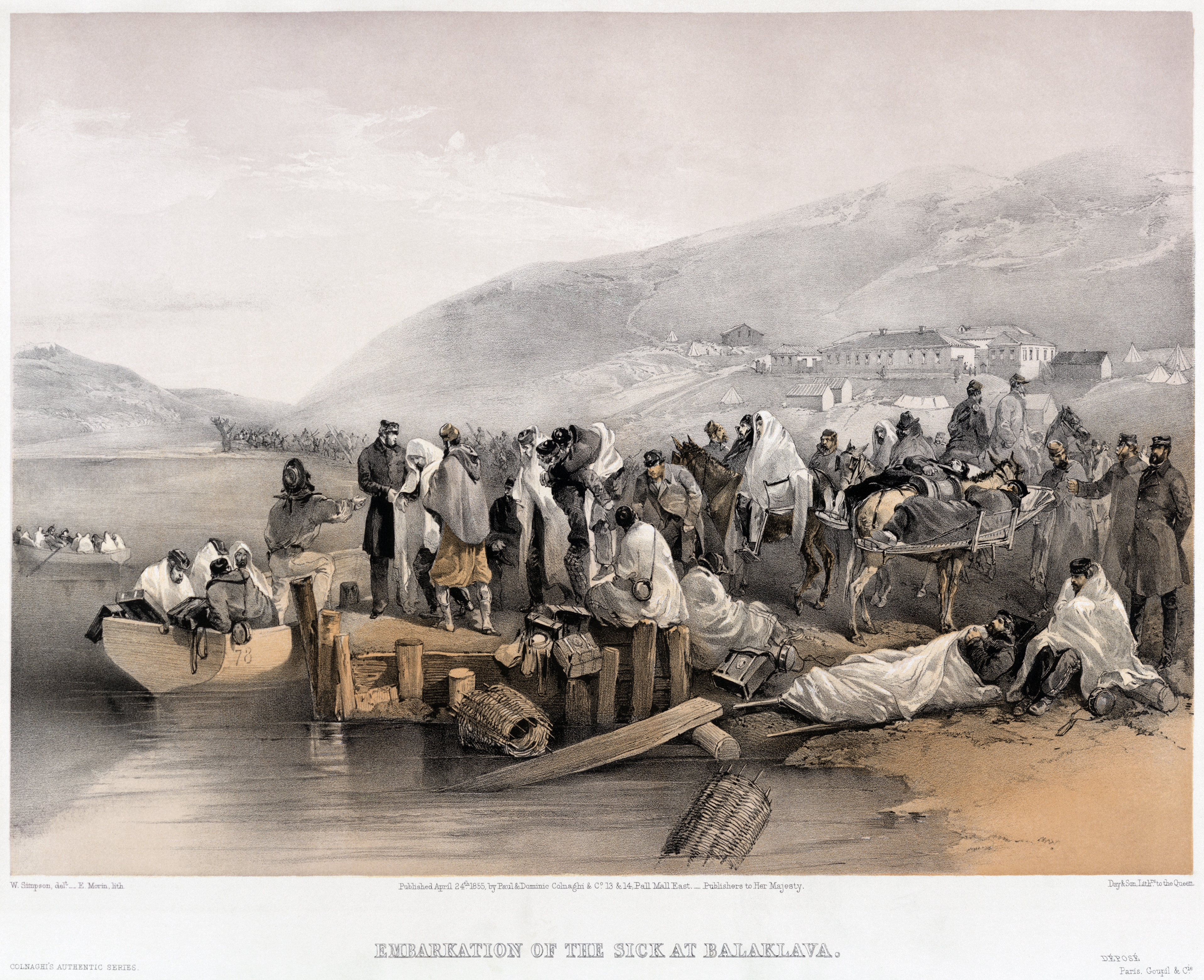
Кольорова гравюра із зображенням посадки хворих у порту Балаклави під час Кримської війни

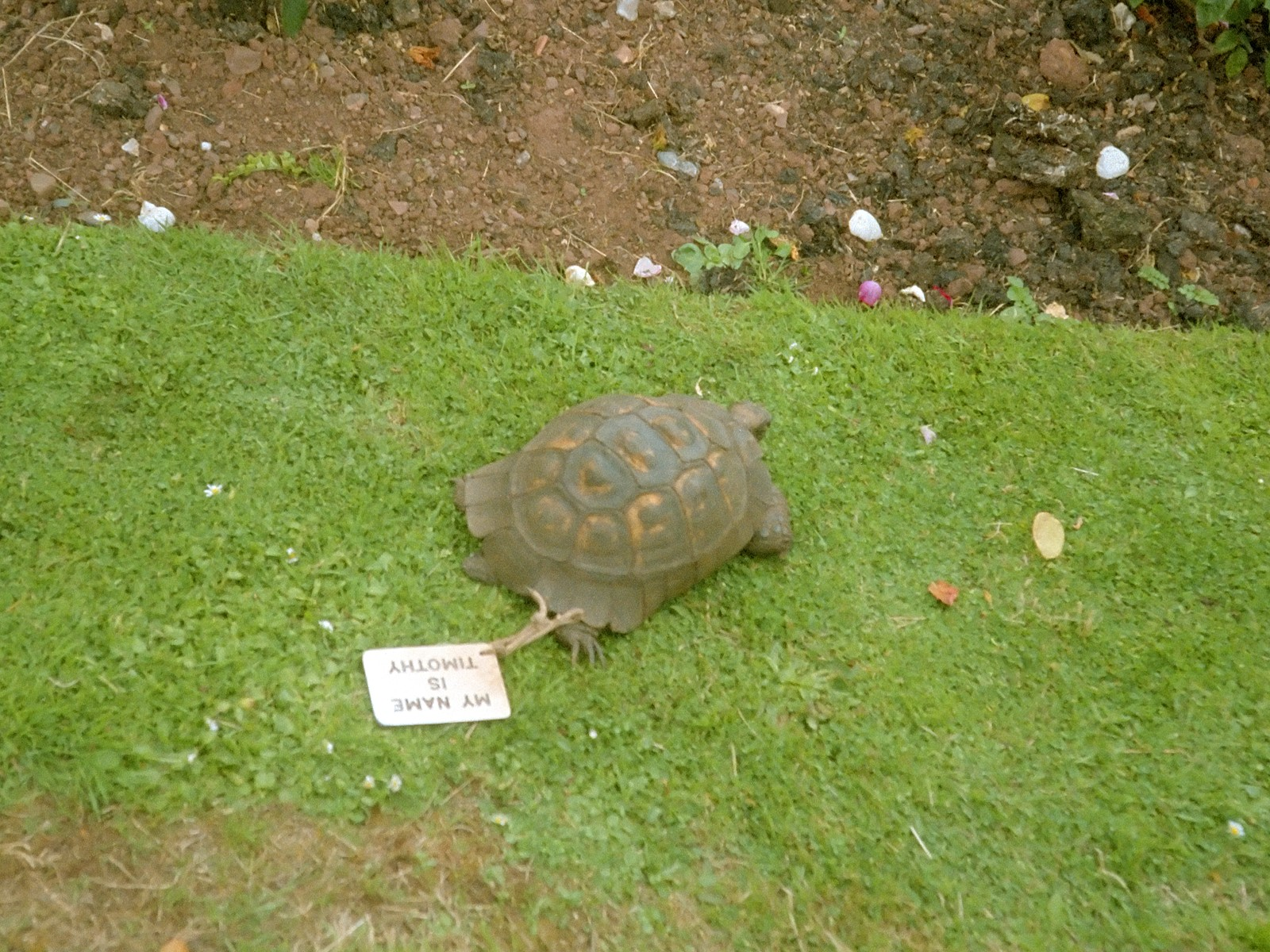
Черепаха Тімоті (1839—2004) була останнім «учасником» Кримської війни

Спочатку події розвивалися на користь росіян. Вони розбили османів на Кавказі. Чорноморський флот під командуванням адмірала П. С. Нахімова в Сінопській бухті потопив османську ескадру, яка втратила майже всі кораблі та 3/4 особового складу. Але 4 січня 1854 році Велика Британія та Французька імперія ввели свої ескадри в Чорне море й зажадали від Миколи І негайно вивести війська з Молдавського та Волоського князівств.
Микола І відповів відмовою. Відтак Британія та Французька імперія офіційно оголосили Російській імперії війну. Досі нейтральна Австрійська імперія теж висунула Російській імперії ультиматум про вивід військ із Молдавії та Волощини. Згодом до британо-французької коаліції приєдналося Сардинське королівство. Російська імперія опинилася в повній політичній ізоляції.
Зимовий час дозволив османам із Тулчі 10 січня 1854 року поставити гарматну батарею на о. Чатал у гирлі Дунаю. Тулча була зайнята російськими військами 12 лютого 1854 року, їх втрати сягали від 400 до 750 вояків на добу.
У червні 1854 року кілька тисяч сімей болгар разом із великою кількістю худоби та возів, побоюючись помсти з боку османів, просили дозволу переправитися понтонними мостами, і їм було дозволено слідувати через Дунай за військами, що відступали.
На політичному фронті в березні 1854 року Наполеон III Бонапарт разом із Великою Британією вирішили, що Османській імперії слід запропонувати якийсь захист проти російської експансії через Дунай, який призвів до переміщення Союзних експедиційних сил у Варну. Попри втручання Австрійської імперії, яка переконала Російську імперію не починати війну, була оголошена настанова на знищення російської військово-морської бази в Севастополі. Незабаром після цього всі пароплави компанії «John Bibby, Sons & Co.» і деякі її вітрильні судна були реквізовані для служби під час Кримської війни, яка продовжувалася до 1856 року, коли був підписаний Паризький договір. Спочатку «John Bibby, Sons & Co» курсували між Ліверпулем і Варною, але, коли у вересні в Крим вдерлися війська, запаси стали перевозити до Криму. Після цього судна діяли між Ліверпулем і авангардом, висадженим біля Євпаторії.
Наприкінці липня 1854 року союзники вибили росіян із окупованих територій. Наступною їхньою метою було знищення російського Чорноморського флоту як загрози для Османської імперії. Для цього потрібно було опанувати Севастопольську бухту, у якій застарілий вітрильний Чорноморський флот сховався від флоту союзників, чиї кораблі вже мали гвинтові двигуни.
Севастополь був добре укріплений з моря. Тому британо-франко-османська армія вдалася до маневру — 1 вересня несподівано висадилася з кораблів у Євпаторії, у якій не було російського гарнізону, й суходолом вирушила в напрямку Севастополя, не захищеного з тилу. 14 вересня вона з'явилася на околицях головної бази Чорноморського флоту. Севастополь опинився в облозі, яка тривала 349 діб.

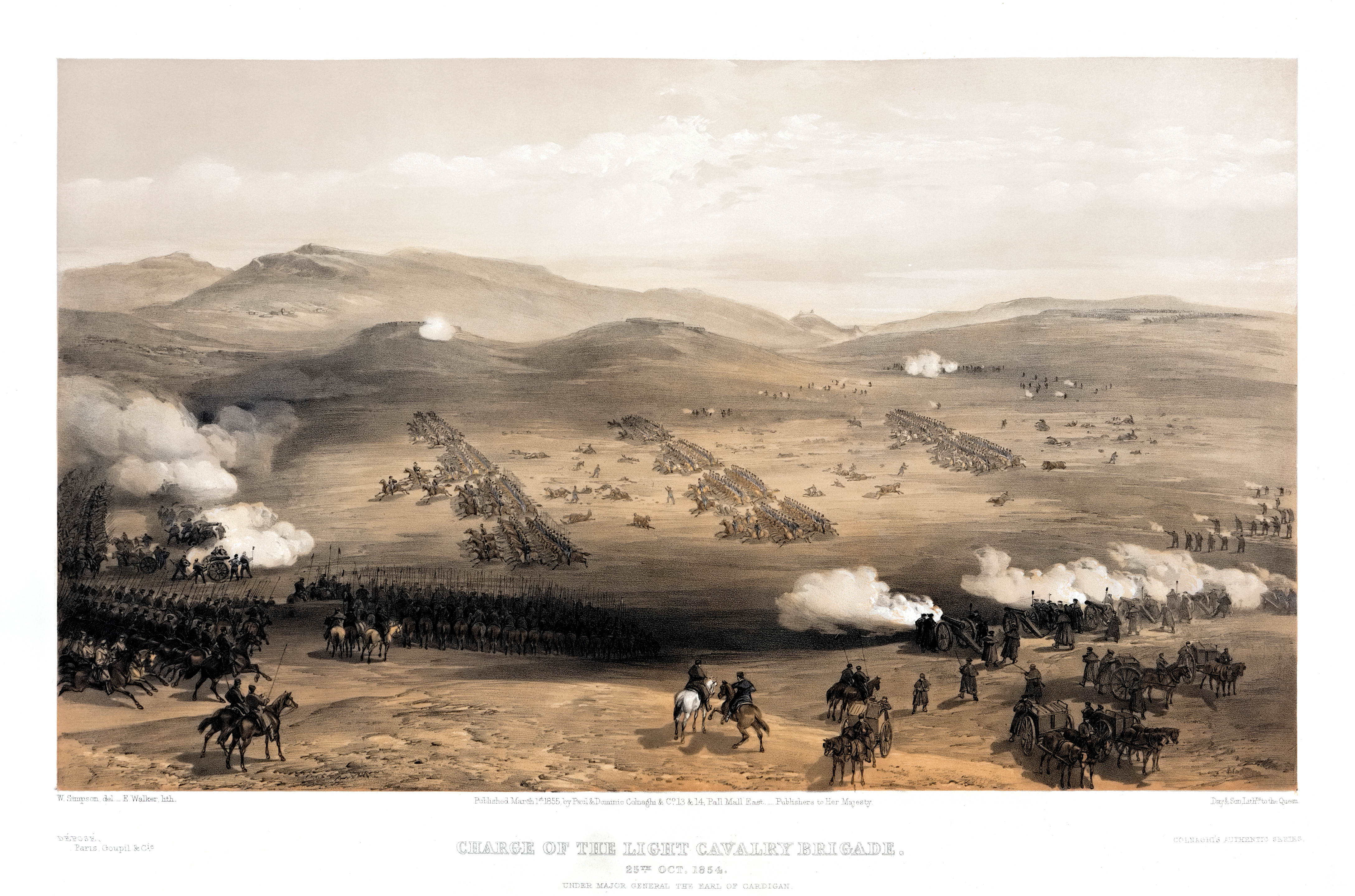
Атака бригади легкої кавалерії під Балаклавою 25 жовтня 1854 року в Кримській війні,, 1 березня 1855 року

Здача Севастополя означала б для Росії неминучу втрату Криму і перенесення бойових дій углиб імперії. Микола І вирішив штурмувати з моря Євпаторію, викинути звідти британо-французько-османський гарнізон, іти на Севастополь і вдарити неприятелеві у спину. 5 лютого 1855 року російський десант, підсилений грецькими добровольцями, атакував союзників. Але наступ захлинувся, після чого в Миколи І не залишалося жодної надії на злам у війні.
Існує версія: аби уникнути ганьби від поразки, амбітний російський імператор 18 лютого 1855 року наказав особистому лікарю Мандту принести отруту — і за кілька годин Миколи І не стало. Офіційно оголосили, ніби монарх помер від застуди. Того ж дня на російський трон сів 37-річний син Миколи І — Олександр II.
22 травня союзники взяли стратегічно важливі Федюхині й Балаклавські висоти біля Севастополя, а 27 серпня заволоділи ключовим пунктом оборони міста — Малаховим курганом. Подальший спротив не мав сенсу. Росіяни затопили кораблі Чорноморського флоту в бухті й залишили Севастополь. Олександр II попросив супротивників припинити бойові дії й сісти за стіл переговорів.

## Завершення війни
Учасники конфлікту, а також Австрія та Пруссія, зібралися в Парижі на міжнародний конгрес. Глава російської делегації граф Олексій Орлов 30 березня 1856 року підписав капітуляцію Російської імперії.
Війна закінчилася Паризьким миром 1856 року. Він позбавив Росію права мати військовий флот на Чорному морі, а також фортеці й прибережні арсенали. Російська імперія публічно відмовилася од претензій на Молдовське князівство, Валахію та південну Бессарабію. Російського імператора позбавили протекторату над християнами Османської імперії, замінивши колективним патронатом усіх великих держав. План розширення впливу Російської імперії на південь провалився. Побіжним наслідком війни стала нова хвиля еміграції кримських татар до Османської імперії — залишило Крим близько 135,5 тис. осіб.

## Участь українських козаків
На боці союзних сил діяли військові підрозділи, сформовані із залишків задунайських козаків. У жовтні 1853 року Михайло Чайковський домігся створення регулярних козацьких підрозділів в османському війську. 23 січня 1854 року козаки склали присягу. З Константинополя привезли козакам знамена Запорозької Січі, а Садик-Паша (ім'я Михайла Чайковського в Османській імперії) отримав від султана титул «міріан-паша» (кошовий отаман).
У лютому військо Садик-Паші ввійшло в Бухарест, а сам він став губернатором Румунії. На початок березня його війська зайняли позиції на річці Прут, готуючись до боїв із росіянами. Та уряд Австрійської імперії почав тиснути на султана, вимагаючи відвести загони. Султан погодився, висловив подяку Чайковському і навіть надав йому титул «Око, вухо і правиця престолу».

## Нотатки
1. 1 2  від 1854
2. ↑  від 1855
3. ↑  до 1854
4. ↑    - фр. Guerre de Crimée
  - рос. Крымская война або Восточная война, букв. "Східна війна"
  - тур. Kırım Savaşı
  - італ. Guerra di Crimea
  - крим. Qırım cenki